# Cantone di Burie
Il Cantone di Burie era una divisione amministrativa dell'arrondissement di Saintes.
A seguito della riforma approvata con decreto del 27 febbraio 2014, che ha avuto attuazione dopo le elezioni dipartimentali del 2015, è stato soppresso.

## Composizione
Comprendeva i comuni di:
- Burie
- Chérac
- Dompierre-sur-Charente
- Écoyeux
- Migron
- Saint-Bris-des-Bois
- Saint-Césaire
- Saint-Sauvant
- Le Seure
- Villars-les-Bois